# Kränglan
Kränglan är ett bergsområde i norra delen av Örebro kommun. Kränglan är en utlöpare av det större bergsområdet Käglan, som utgör gränsområde mellan Närke och Västmanland. Kränglan omtalas första gången 1456, då kung Karl Knutsson (Bonde) på Örebro kloster överlät sin andel av skogen till munkarna, mot att klostret svarade för väg- och brounderhåll där.
Inom området låg egendomen Ulriksberg, först kungsladugård, sedermera gård under Myrö fideikommiss.
Kränglan ligger idag nära samhället Lillån. Här ligger idag delar av Klockarängsleden, ett motionsspår.

## Naturreservatet Kränglan
I den delen av Kränglan som ligger närmast Lillån och Bettorp intättades år 2010 ett 97,6 ha stort kommunalt naturreservat. I området finns en barrdominerad skog med inslag av lövträd. Inom låglänta partier finns alkärr. Närmast Lillåns tätort finns nyrestaurerade betesmarker med trädklädda åkerholmar. Exempel på arter som finns i Kränglan är spillkråka, purpurknipprot, grönvit nattviol, platt fjädermossa, grov baronmossa, skriftlav, glasticka och sommarticka.

### Webbkällor
- Klockarängsleden

- Om naturreservatet Länsstyrelsen Örebro län